# Rok Praznik
Rok Praznik [rók práznik], slovenski rokometaš, * 15. marec 1980, Celje.
Rok Praznik je začel s svojo igro v domačem klubu Celje Pivovarna Laško. Kmalu je odpotoval v svet in kariero nadaljeval v Franciji, pri klubu Ivry. V tem klubu je igral tri sezone. Nato je kariero nadaljeval v klubu Villeurbanne (Francija), kjer je igral eno sezono. Nato je svojo rokometno pot nadaljeval v Španiji, kjer je igral za klub Club Deportivo Bidasoa (Španija). Nato ga je športna pot vodila nazaj v rodno Slovenijo. Prestopil je v klub RK Cimos Koper. Njegovo navdušenje nad tem športom je nekako povsem razumljivo, če upoštevamo, da se je rodil očetu, ki je svoje življenje zapisal rokometu. Aleš Praznik je dolgoletni rokometaš, strokovni sodelavec, trener, selektor in vodja in ustanovitelj rokometne šole.

### Kronologija
Sezona 2000/2001
klub Ivry (Francija)
Sezona 2001/2002
klub Ivry (Francija)
Sezona 2002/2003
klub Ivry (Francija)
Sezona 2003/2004
klub Villeurbanne (Francija)
Sezona 2004/2005
klub Club Deportivo Bidasoa (Španija)
Sezona 2005/2006
klub RK Cimos Koper (Slovenija)
Sezona 2006/2007
klub RK Cimos Koper (Slovenija)
Sezona 2007/2008
klub RK Cimos Koper (Slovenija)